# Зеброва ивичеста гургулица
Зебровата ивичеста гургулица (Geopelia striata) е вид птица от семейство Гълъбови (Columbidae).

## Разпространение и местообитание
Разпространен е в Бруней, Индонезия, Камбоджа, Малайзия, Мианмар, Сингапур, Тайланд и Филипините.